# New Age (chanson)
Singles par Marlon Roudette
Riding Home
(2011)
Pistes de Matter Fixed
Storyline Hold On Me
New Age est une chanson de l'auteur-interprète pop anglais Marlon Roudette sorti le 16 août 2011. Il s'agit du premier single extrait de l'album Matter Fixed.

## Classement et certifications

### Classement par pays
| Classement (2011)                      | Meilleure position |
| -------------------------------------- | ------------------ |
| Allemagne (Media Control AG)           | 1                  |
| Autriche (Ö3 Austria Top 40)           | 1                  |
| Belgique (Flandre Ultratop 50 Singles) | 12                 |
| Belgique (Wallonie Ultratip 50)        | 3                  |
| République tchèque                     | 2                  |
| France (SNEP)                          | 15                 |
| Grèce (Greece Top 20)                  | 13                 |
| Hongrie (Rádiós Top 40)                | 15                 |
| Pologne                                | 4                  |
| Russie (Airplay Chart)                 | 6                  |
| Slovaquie (IFPI Rádio)                 | 8                  |
| Suisse (Schweizer Hitparade)           | 1                  |

### Certifications
| Pays            | Certifications | Ventes   |
| --------------- | -------------- | -------- |
| Autriche (IFPI) | Or             | 15,000+  |
| Allemagne (BM)  | Platine        | 300,000+ |
| Suisse (IFPI)   | Platine        | 30,000+  |

### Classement de fin d'année
| Classement (2011) | Position |
| ----------------- | -------- |
| Allemagne         | 6        |
| Suisse            | 14       |